# Sobek
Sobek of Sebek is een god uit de Egyptische mythologie. Hij is de God van het water, de Nijl is ontstaan uit zijn zweet.
Hij had de kop van een krokodil en symboliseerde de vruchtbaarheid van de Nijl en de kracht van de farao's. Sobek was de zoon van Neith en werd vooral vereerd in Fajoem. De regio werd zo sterk geassocieerd met de krokodillengod, dat de Grieken een stad in de buurt zelfs Crocodilopolis noemden. In latere tijden werd Sobek gezien als incarnatie van de god Amon. Op afbeeldingen is hij uitgebeeld als een man met een krokodillenkop of een (gemummificeerde) krokodil. Vaak draagt Sobek op zijn hoofd de zonneschijf met een cobra. Synoniemen: Suchos, Sebek, Sebek-Ra, Sochet, Sobk, Sobki, Soknopais.

## Sobek en het Dodenboek
In het Egyptisch Dodenboek wordt Sobek genoemd als de god die Isis bijstond bij de geboorte van haar zoon Horus. Ook werd hij verantwoordelijk geacht voor de bescherming die Isis en haar zus Nephthys verleenden aan de doden.

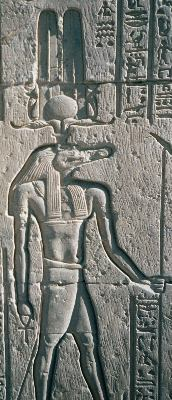
Sobek in tempel Kom Ombo